# Przemysław Chołody
Przemysław Krzysztof Chołody, znany również jako Przemek Chołody (ur. 3 lipca 1969 w Biłgoraju) – polski muzyk bluesowy specjalizujący się w grze na harmonijce ustnej. Lider zespołu Chołody Blues Trio.

## Kariera
W swoim stylu między innymi łączy grę unisono harmonijki z gitarą.
Pojawiał się na scenach m.in. z: Mirą Kubasińską, Carlosem Johnsonem, Daną Fuchs, Patrycją Markowską, Natalią Przybysz, Magdaleną Piskorczyk.
Współpracował z Tadeuszem Nalepą (przy tworzeniu muzyki do filmu SPONA).
W 2004 roku został wyróżniony na Festiwalu FAMA w Świnoujściu.
W latach 2007–2012 był członkiem zespołu Stare Dobre Małżeństwo. Razem z SDM otrzymał jedną złotą i dwie platynowe płyty.
Występował na dużej scenie Rawy Blues, Gdynia Blues Festiwal i był gwiazdą cyklicznej imprezy Warsaw Blues Night.

## Dyskografia

### Albumy
- 1999 – Chołody Blues Trio – Crazy Driver (live)[8]
- 2006 – Arek Zawiliński i Na Drodze – Płyta Demo
- 2007 – Joanna Pilarska i Na Drodze – Tam, gdzie zaczyna się mój świat
- 2008 – Stare Dobre Małżeństwo – Jednoczas (złota płyta)[9]
- 2009 – Stare Dobre Małżeństwo – Odwet pozorów
- 2010 – Arek Zawiliński i Na Drodze – Blues Dziewięciu
- 2010 – Stare Dobre Małżeństwo – Blues nocy bieszczadzkiej (platynowa płyta)[10]
- 2011 – Stare Dobre Małżeństwo – Maszeruj z chamem
- 2012 – Stare Dobre Małżeństwo – Złota kolekcja vol.I i II (platynowa płyta)[11]
- 2017 – Drabina Jakuba Trio – Drugi obieg

### Gościnnie
- 2007 - The Town - Louisiana
- 2009 – HLEV – Hlev
- 2012 – Krzysztof Myszkowski – Oswojony
- 2012 – Jacek Giszczak – Jonosfera
- 2017 - Teren C - Tak myślę sobie
- 2018 - Joanna Cieśniewska – Słone piosenki